# Peineta (álbum)
Peineta (escrito como Los Tres presentando a Roberto & Lalo Parra - Grabaciones Inéditas en su portada) es un álbum en que la banda chilena Los Tres comparte escena con dos de los folcloristas chilenos más importantes, Lalo Parra y Roberto Parra, miembros de la famosa familia Parra de Chile. Sirve como continuación del trabajo de rescate de la música popular chilena para las nuevas generaciones, que había empezado con Los Tres MTV Unplugged en 1995 y prosiguió con La Yein Fonda en 1996.

## Lista de canciones
Todas las canciones escritas y compuestas por Roberto Parra, excepto donde se indica. 
| N.º   | Título                     | Escritor(es)                      | Duración |  |
| 1.    | «País de Ilusión»          | Derechos Registrados o Reservados | 3:39     |  |
| 2.    | «Jazz Huachaca»            |                                   | 4:25     |  |
| 3.    | «El Organillero»           |                                   | 5:25     |  |
| 4.    | «Bailando en Conchalí»     |                                   | 3:09     |  |
| 5.    | «Lala»                     |                                   | 3:22     |  |
| 6.    | «Una Perra con un Perro»   |                                   | 2:42     |  |
| 7.    | «El Chute Alberto»         |                                   | 2:40     |  |
| 8.    | «Cerro Caracol»            | Lalo Parra                        | 2:12     |  |
| 9.    | «La Negrita» (Tradicional) |                                   | 3:27     |  |
| 10.   | «Lágrimas Negras»          | Miguel Matamoros                  | 3:46     |  |
| 34:47 |                            |                                   |          |  |

## Músicos
- Roberto Parra – Voz, Guitarra acústica
- Lalo Parra – Voz, Guitarra acústica, Guitarra eléctrica
- Álvaro Henríquez – Voz, Guitarra acústica
- Ángel Parra – Guitarra acústica, Guitarra eléctrica
- Titae Lindl – Contrabajo
- Francisco Molina – Batería

## Créditos
- Temas 1 al 7 grabados por Jaime Valbuena, mezclado por Eduardo Vergara y Álvaro Henríquez.
- Temas del 8 al 10 mezclado por Eduardo Vergara y Los Tres.
- Masterizado en Estudios Konstantipla por Carlos Cabezas y Álvaro Henríquez.
- Carátula – Álvaro Henríquez
- Arte – Mythos Diseño Limitada.

## Presentación
(Extraído de las notas del álbum):
"La primera parte de este disco fue grabada en junio de 1994 en la Sala SCD en Santiago de Chile. Fueron tres noches tocando con don Robert, nuestro ídolo. La segunda parte fue grabada en mayo de 1998 en Filmocentro en Santiago de Chile. Fue un día entero tocando con nuestro héroe viviente. Cualquier otro comentario estaría demás, incluso éste."